# Lambert Ehrlich
Lambert Ehrlich (Camporosso, 18 september 1878 – Ljubljana, 26 mei 1942) was een Sloveens priester, theoloog en politicus. Nadat Ehrlich het gymnasium had doorlopen in Klagenfurt, studeerde hij theologie in Innsbruck (1897-1902) en Rome (1903). Later studeerde hij etnologie in Oxford en Parijs (1920-1921).
Ehrlich was in 1919 lid van de Joegoslavische delegatie bij de vredesonderhandelingen in Parijs. Zoals de meeste Sloveense geestelijken, week hij na het mislukken van het Karinthisch plebisciet (over aansluiting van Karinthië bij Joegoslavië) uit naar Ljubljana. Hij ervoer de consequenties van Versailles als pijnlijk, omdat zijn geboortestreek Karinthië, maar ook West-Slovenië (het voormalige kroonland Küstenland) voor de Slovenen verloren leken te hebben. De les van Versailles was voor Ehrlich dat de Slovenen te weinig gewicht hadden om successen te boeken op de omliggende landen, die meer gewicht hadden (Italië en Oostenrijk). In de periode rond 1940-1941 formuleerde hij mogelijkheden voor een confederatie van Slavische volkeren, dat hij het 'Intermariumproject' noemde, soms ook bekend onder de naam 'Slovenski problem' (Het Sloveense probleem) en waarin hij de Slovenen beter beschermd zag tegen vreemde mogendheden.   
In Ljubljana werkte Ehrlich in het bisdom en aan de theologische faculteit. Sinds de jaren dertig produceerde hij een stroom publicaties tegen het communisme, dat hij als de grootste bedreiging voor de Slovenen zag. Met onder meer Ciril Žebot richtte Ehrlich de groep Straža ('De Wacht') op, die in haar lijfblad Straža v viharju ('De wacht in de storm') antisemitische, anticommunistische en profascistische beschouwingen opnam. Aan het eind van de jaren dertig was Ehrlich een exponent van de rechtervleugel van de Sloveense Volkspartij geworden. Tijdens de bezetting van West-Slovenië door de Italianen in 1941 werkte Ehrlich samen met de bezetter. Zo stimuleerde hij de oprichting van de Milizia volontaria anticomunista en domobranci. Hij wees het verzet van het Sloveense Bevrijdingsfront af, omdat het door communisten zou worden overheerst. Het anticommunisme was voor Ehrlich belangrijker dan de gewapende strijd tegen de bezetters. Daarin ging hij zover, dat hij in april 1942 aan de Italiaanse bezetter voorstellen deed toekomen voor de vernietiging van de Sloveense partizanen. In 1942 werd hij op 63-jarige leeftijd in Ljubljana door partizanen op straat doodgeschoten. 
Na de Sloveense onafhankelijkheid in 1991 is er een publiek debat op gang gekomen over Ehrlich, zijn denkbeelden en vooral zijn handelwijze tijdens de bezetting. Hoewel de moord op Ehrlich in 1942 over het algemeen wordt betreurd en afgewezen, is er weinig steun voor een volledige rehabilitatie. 
Het retraitehuis in Monte Santo di Lussari niet ver van zijn geboorteplaats Camporosso is naar Ehrlich vernoemd.
- Gemeinsame Normdatei: 119478447
- International Standard Name Identifier: 0000 0001 1666 7182
- Library of Congress Control Number: n94002976
- Nationale Bibliotheek van Tsjechië: xx0213751
- Nationale bibliotheek van Australië: 58765586
- Nederlandse Thesaurus van Auteursnamen: 073685437
- Système universitaire de documentation: 237849836
- Virtual International Authority File: 69740015
- WorldCat: E39PBJgtc8wxrDRJVJhxbcbrv3